# Сана Фернандіш
Сана́ Еузе́біу Ма́нгу Ферна́ндіш (порт. Saná Eusébio Mango Fernandes; нар. 10 березня 2006, Бісау) — португальський футболіст, вінгер італійського клубу «Лаціо».

## Клубна кар'єра
Почав займатися футболом в академії «Спортінга» у віці 12 років. Влітку 2022 року перейшов в академію італійського «Лаціо».
8 квітня 2024 року продовжив контракт з «Лаціо» до 2028 року.
7 серпня 2024 року відправився в сезонну оренду в нідерландський клуб НАК (Бреда). 9 серпня в матчі Ередивізі проти «Гронінгена» дебютував у професіональному футболі, вийшовши на заміну Кацперу Костожу. 21 грудня 2021 року в поєдинку Ередивізі проти клубу «Гоу Егед Іглз» забив свій перший гол за НАК, а також у професіональній кар'єрі.

## Особисте життя
Його старший брат Жоелсон та двоюрідний брат Рожер — також професіональні футболісти.

## Статистика виступів
Станом на 18 травня 2025
| Клуб              | Сезон             | Чемпіонат         | Чемпіонат | Чемпіонат | Кубок | Кубок | Єврокубки | Єврокубки | Інші  | Інші | Всього | Всього |
| Клуб              | Сезон             | Дивізіон          | Матчі     | Голи      | Матчі | Голи  | Матчі     | Голи      | Матчі | Голи | Матчі  | Голи   |
| ----------------- | ----------------- | ----------------- | --------- | --------- | ----- | ----- | --------- | --------- | ----- | ---- | ------ | ------ |
| Лаціо             | 2024–25           | Серія А           | 0         | 0         | 0     | 0     | 0         | 0         | 0     | 0    | 0      | 0      |
| → НАК Бреда       | 2024–25           | Ередивізі         | 15        | 1         | 1     | 0     | —         | —         | 0     | 0    | 16     | 1      |
| Всього за кар'єру | Всього за кар'єру | Всього за кар'єру | 15        | 1         | 1     | 0     | 0         | 0         | 0     | 0    | 16     | 1      |